# Fremontský troll
Fremontský troll (anglicky Fremont Troll) je plastika trolla ve čtvrti Fremont v americkém městě Seattle.

## Historie
V roce 1989 vyhlásila Fremontská rada pro umění výběrové řízení na zpracovatele návrhu, který by zaplnil nevyužité místo pod mostem Aurora. Bylo vybráno pět favoritů, o nichž pak hlasovali místní obyvatelé. Největší podporu získal návrh Steva Badanese, Willa Martina, Donny Walterové a Ross Whiteheadové, který byl slavnostně dokončen na Halloween roku 1990. Každý 31. říjen se v Seattlu pořádá tzv. „Troll-o-ween“, průvod oslavující trollův vznik.
1. srpna 2005 rozhodla městská rada o přejmenování ulice Aurora Avenue N na Troll Avenue N.

## Popis
Přibližně 5,5 m vysoká plastika znázorňuje hlavu, ramena a paže trolla. Trollovo pravé oko je skryto pod hustým pramenem jeho vlasů, levé oko obsahuje kovový prvek, pravděpodobně poklici. V levé ruce drtí starý automobil typu Volkswagen Brouk. Ve voze byla kdysi uchována časová kapsle s exponáty Elvise Presleyho, ta však byla spolu s kalifornskou poznávací značkou a dalšími předměty ukradena. Fremontská rada pro umění se proto rozhodla vylít vůz betonem, aby odradila vandaly od jeho dalšího poškozování. Celková plastika se skládá z ocelového skeletu s vrstvou betonu a váží přibližně 6 tun.